# (11378) Dauria
(11378) Dauria (1998 SV60) – planetoida z grupy pasa głównego asteroid okrążająca Słońce w ciągu 3,71 lat w średniej odległości 2,39 j.a. Odkryta 17 września 1998 roku.